# Antonio Bartolomeo Bruni
Antonio Bartolomeo Bruni, född 28 januari 1757 i Cuneo, död 6 augusti 1821 i Cuneo, var en italiensk-fransk violinist och kompositör.

## Biografi
Antonio Bartolomeo Bruni föddes 1757 i Cuneo. Han var elev i violin till Gaetano Pugnani. Vid 22 års ålder flyttade han till Paris och anställdes som violinist vid Comédie-Italienne. Bruni blev senare kapellmästare därstädes och vid Opéra-Comique. Han avled 1821 i Cuneo. Bruni komponerad musik och gav ut Noivelle methode de Violon, samt en altviolinskola. Han komponerad 16 operor och operetter, bland annat Fiskaren, Claudine eller Skoputsaren, Poeten i sitt hus med flera. Operorna har framförts i Stockholm. Bruni också över 100 violinduetter, klavertrio och kvartetter.

## Diskografi
År 2024 spelade den italienske violisten Marco Misciagna in världspremiären av Antonio Bartolomeo Bruni 25 etyder för viola.